# 왕흥
왕흥(王興, ? ~ 1401년)은 여말선초의 정치인이다. 고려 우왕의 후궁 선비 왕씨의 아버지이다. 고려말과 조선초 교서관감을 지낸 왕미의 동생 또는 형이다. 고려 태조 왕건과 고려 개국공신 유금필(庾黔弼)의 딸 동양원부인 유씨(東陽院夫人庾氏) 소생 서자인 효은태자 동양대군 왕원(孝隱太子 東陽大君 王垣)의 11세손이 된다.

## 생애

### 고려 관료 생활
효은태자 왕원의 10세손인 왕복명과 여흥 민씨의 아들로 태어났다. 조부 왕재(王梓)는 시호가 안정공이었다. 아버지 왕복명(王復命)은 충정공(忠靖公)의 시호를 받았다 한다. 그러나 효은태자로부터 왕미에 이르는 10대의 기록은 역사서에 전하지 않는다. 효은태자 왕원에게는 아들 동양군 왕림(東陽君 王琳)과 온결공 정(溫潔公 王禎)이 있는데 온결공 왕정은 이름을 왕유(王裕)로 개명했다. 왕유는 왕미의 10세조가 된다.
우왕의 후궁 선비 왕씨(善妃 王氏)의 아버지로 1385년(우왕 11년) 딸을 우왕의 후궁으로 바쳤다. 본래 왕흥은 자신의 딸을 변안렬(邊安烈)의 아들과 성혼시키려 하였으나 우왕의 강요에 의하여 납비한 것이었다. 이로 인하여 우왕이 그의 집에 머물렀다고 한다. 이후 전공판서(典工判書)를 거쳐 1387년(우왕 13년) 동지밀직사사(同知密直司事)가 되고, 1388년 지문하부사(知門下府事)가 되었으며, 딸은 선비(善妃)에 봉해졌다. 1388년 5월 1차 위화도 회군으로 우왕이 폐위당하자 왕흥은 다른 후궁들의 가족들과 함께 유배되었고, 곧 사면되었으나 1391년(공양왕 3년) 윤이(尹彛), 이초(彛初)의 옥사(獄事)에 연루되어 청주(淸州)에 유배되었다.

### 조선 건국 이후
1392년 7월 조선 개국 후 석방되어 되돌아와 문하평리(門下評理)를 지내기도 했다. 그의 동생 왕미는 어머니의 성인 민씨로 바꾸고, 전공판서를 지냈던 개경을 떠나 중원군(현 충청북도 충주)에 숨어 살았다고 한다. 이때 그의 자녀들이 이웃 아이들과 놀던 중 성씨가 왕씨로 발각되었고, 이웃 아이들은 부모에게 그대로 전했다. 곧 관청에 고변되어 왕미는 체포, 곧 죽임을 당하게 되었다. 그러나 이 무렵 왕건이 이성계 꿈에 나타나 왜 계속해서 왕씨를 함부로 살해하느냐고 호통치므로 이성계는 크게 뉘우쳐 왕씨 처형을 중단하라 하고, 이어 왕미 형제도 풀려났다고 한다.
1399년(정종 1년) 대궐문 앞을 지나갈 때, 하마하지 않고 말을 타고 지나간 일로 문하부(門下府)로부터 조정을 모욕했다는 탄핵을 받고, 개성으로 안치되었다. 1401년 상의문하부사(商議門下府事)에 이르렀다.

## 가족 관계
- 조부 : 왕재(王梓, 고려 태조 왕자 효은태자 왕원의 차남 온결공 정(溫潔公 王禎)의 8세손)
- 조모 : 언양 김씨 김용수(金用綏)의 딸
- 아버지 : 왕복명(王福命)
- 어머니 : 여흥 민씨 민선(閔璿)의 딸
  - 형 또는 동생 : 왕미(王亹, 1365년 ~ ?)

- 부인 : 언양 김씨 김승구(金承矩)의 딸
  - 아들 : 왕득도(王得道)
    - 손자 : 왕좌(王佐)

  - 딸 : 선비 왕씨, 고려 우왕의 후궁

## 가계 논란
그를 왕미의 동생으로 보는 설이 있으나, 왕흥을 왕미의 동생으로 볼 경우 1365년에 태어나 1384년부터 1388년까지 왕위에 있던 우왕의 후궁이 된 왕흥의 딸의 나이와 모순점이 나타난다. 1384년 무렵에 약 20여세였을 선비 왕씨의 아버지라면 1365년생인 왕미의 동생으로 보기 어렵다.